# Lingua aquitana

Lingue parlate nel territorio della penisola iberica verso il 300 a.C. L'aquitano è qui contrassegnato in verde

La lingua aquitana o, più semplicemente, aquitano è una lingua estinta appartenente, secondo l'opinione accademica attuale, all'isolato gruppo vasconico. Rimase in uso presso le popolazioni stanziate nell'antica Aquitania (approssimativamente compresa tra i Pirenei e la Garonna, nella regione che più tardi verrà conosciuta come Guascogna) prima della conquista romana e, probabilmente, ancora fino al principio del periodo medievale.
Ritrovamenti archeologici (tra i quali i più importanti sono costituiti da una serie di testi votivi e funerari, redatti in latino ma contenenti circa 400 nomi personali e 70 nomi di dèi), toponimi e tracce storiche suggeriscono l'esistenza di una famiglia linguistica vasconica definita, che comprenderebbe l'aquitano e il basco.

## Storia

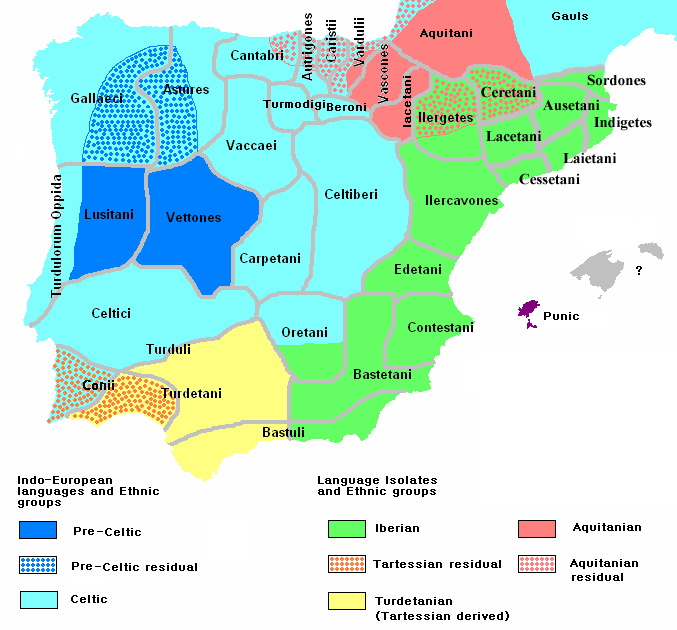
Popolazioni iberiche etnicamente differenziate verso il 200 a.C. Gli Aquitani sono rappresentati col colore rosa, a cavallo dei Pirenei

La lingua aquitana e la lingua basca (quest'ultima giunta alla fase moderna e sopravvissuta fino ad oggi) sono comunemente ritenute lingue preindoeuropee e paleoeuropee, un residuo delle lingue parlate in Europa occidentale prima dell'arrivo delle popolazioni indoeuropee. Tuttavia, è ancora aperto il dibattito in merito al rapporto che esisterebbe tra la lingua aquitana e la ricostruita lingua proto-basca: una prima ipotesi sostiene che il proto-basco e l'aquitano siano sostanzialmente lo stesso idioma o, al più, due dialetti di una stessa lingua; mentre una seconda ipotesi interpreta la lingua proto-basca e la lingua aquitana come "lingue sorelle" all'interno della famiglia delle lingue vasconiche, entrambe discendenti da un'ipotetica lingua proto-vasconica. L'origine delle lingue vasconiche è probabilmente autoctona, infatti, a riprova di ciò, gli studi di Luigi Luca Cavalli-Sforza sulla storia genetica dell'Europa hanno identificato particolari caratteristiche genetiche che si presentano con alta frequenza nella regione basca, e ad un livello più basso al di fuori della penisola iberica e della Francia meridionale. Secondo Cavalli-Sforza, questo fatto (corrispondente, grosso modo, alla diffusione geografica del fattore Rh negativo nel sangue) rappresenterebbe un residuo isolato delle popolazioni pre-neolitiche in Europa. Questa conclusione è stata assai discussa e ha portato a notevoli controversie in merito agli studi archeogenetici. L'origine aquitana del basco può essere tracciata, più o meno direttamente, dai ritrovamenti della cosiddetta Cultura d'Artenac, di epoca calcolitica.

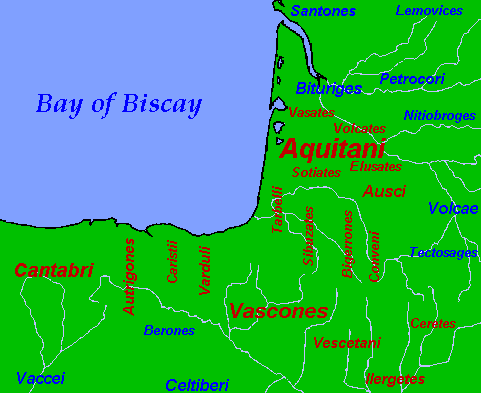
In rosso le tribù pre-indoeuropee che potrebbero aver parlato aquitano, basco o altre lingue correlate, nel I secolo

## Nomi personali e nomi di dèi
Quasi tutte le iscrizioni aquitaniche sono state ritrovate a nord dei Pirenei, nel territorio che le fonti greche e romane designavano come Aquitania. Di seguito alcuni esempi epigrafici:
- Nomi di persona: Belexeia, Lavrco, Borsei, Andereseni, Nescato, Cissonbonnis, Sembecconi, Gerexo, Bihossi, Talsconis, Halscotarris ecc.
- Nomi di dèi: Baigorixo, Ilunno, Arixoni, Artahe, Ilurberrixo, Astoiluno, Haravsoni, Leherenno ecc.

Tuttavia, una parte minore di queste testimonianze è stata recuperata a sud dei Pirenei, nel territorio che le fonti greche e romane assegnavano ai Vasconi e alle tribù affini. Esempi:
- Persone: Ummesahar, Ederetta, Serhuhoris, Dusanharis, Abisunhar ecc.
- Divinità: Larrahe, Loxae / Losae, Lacubegi, Selatse / Stelaitse, Helasse, Errensae.

## Comparazione tra le lingue vasconiche
La maggior parte degli elementi dell'onomastica aquitana sono chiaramente identificabili a partire da un punto di vista basco, corrispondente da vicino alle forme ricostruite dal bascologo Koldo (Luis) Mitxelena nella lingua proto-basca. Di seguito una tabella comparativa:
| Aquitano        | Proto-Basco | Basco          | Italiano               |
| --------------- | ----------- | -------------- | ---------------------- |
| adin            | *adiN       | adin           | età, giudizio          |
| andere, er(h)e  | *andere     | andre          | signora, donna         |
| andos(s), andox | *andoś      |                | signore                |
| arix            | *aris       | aritz          | quercia                |
| artahe, artehe  | *artehe     | arte           | leccio                 |
| atta            | *aTa        | aita           | padre                  |
| belex           | ?*beLe      | bele           | corvo                  |
| bels            | *bels       | beltz          | nero                   |
| bihox, bihos    | *bihos      | bihotz         | cuore                  |
| bon, -pon       | *boN        | on             | buono                  |
| bors            | *bors       | bortz          | cinque                 |
| cis(s)on, gison | *gisoN      | gizon          | uomo                   |
| -c(c)o          | *-Ko        | -ko            | suffisso diminutivo    |
| corri, gorri    | *goRi       | gorri          | rosso                  |
| hals-           | *hals       | haltza         | ontano                 |
| han(n)a         | ?*aNane     | anaia          | fratello               |
| har-, -ar       | *aR         | ar             | maschio                |
| hars-           | *hars       | hartz          | orso                   |
| heraus-         | *herauś     | herauts        | cinghiale              |
| il(l)un, ilur   | *iLun       | il(h)un        | scuro                  |
| leher           | *leheR      | leher          | pino                   |
| nescato         | *neśka      | neska, neskato | ragazza, giovane donna |
| ombe, umme      | *unbe       | ume            | bimbo                  |
| oxson, osson    | *otso       | otso           | lupo                   |
| sahar           | *sahaR      | zahar          | vecchio                |
| sembe           | *senbe      | seme           | figlio                 |
| seni            | *śeni       | sein           | ragazzo                |
| -ten            | *-teN       | -ten           | suffisso diminutivo    |
| -t(t)o          | *-To        | -t(t)o         | suffisso diminutivo    |
| -x(s)o          | *-tso       | -txo,-txu      | suffisso diminutivo    |

Il bascologo Joaquín Gorrotxategi, che ha all'attivo numerosi lavori pubblicati sull'aquitano, e il collega Mitxelena hanno rimarcato i richiami e le similarità di alcuni elementi onomastici della lingua iberica con l'aquitano. In particolare, Mitxelena parla di un "insieme onomastico" (o, in inglese, onomastic pool) cui avrebbero attinto sia l'aquitano che l'iberico, esibendo in questo modo strutture e formazioni di parole raffrontabili.
| Iberico | Aquitano         |
| ------- | ---------------- |
| atin    | adin             |
| ata     | atta             |
| baiser  | baese-, bais-    |
| beleś   | belex            |
| bels    | bels             |
| boś     | box              |
| lauŕ    | laur             |
| talsku  | talsco / HALSCO  |
| taŕ     | t(h)ar / HAR     |
| tautin  | tautinn / hauten |
| tetel   | tetel            |
| uŕke    | urcha            |